# Iszoloscope
Iszoloscope ist ein Rhythm-’n’-Noise-Projekt aus Ottawa, Kanada. Der Name „Iszoloscope“ entstand anhand von John Cunningham Lillys Experimenten zur Isolation, bei dem ein theoretisches „Isoloscope“ sämtliche Variablen kontrollieren könnte. Musikalisch zeichnet sich das Projekt durch eine Bandbreite von experimentellen, oftmals harschen Soundscapes, rhythmischem Noise bis hin zu düsterem Ambient aus. Als Einflüsse können neben Soundtracks zahlreicher Computerspiele – beispielsweise Doom – auch Future Sound of London, Coil und Scorn angesehen werden.
Iszoloscope veröffentlichte zahlreiche Alben und EPs, welche unter anderem vom Ant-Zen-Label herausgebracht wurden und spielte 2001, 2003 und 2005 beim deutschen Maschinenfest, einem in der Szene weithin angesehenen, 3-tägigen Festival, das jährlich im Oktober stattfindet.

## Geschichte
Yann Faussurier gründete das Projekt 1999 zusammen mit François Bénard, der es bereits vor Veröffentlichung der ersten CD „Coagulating Wreckage“ 2001 wieder verließ. Während dieses Album Rhythm ’n’ Noise darstellt, besteht das im Oktober 2002 folgende Album „Aquifère“ – anders als der zu gleicher Zeit veröffentlichte, dystopisch anmutende Split mit Antigen Shift „The Blood Dimmed Tide“ – aus harmonischem, wenn auch fremdartigem Ambient. Das im Mai 2003 veröffentlichte Album „Au Seuil du Néant“ entspricht hingegen wiederum düsterem Rhythmic Noise. Im Oktober 2003 folgt „Camanecroszcope“, ein Split mit Ah Cama-Sotz, der  – wie auch die im Mai 2004 veröffentlichte „Les Gorges des Limbes“ – kalte Ambient-Soundscapes von dämonischer Fremdheit erzeugt. Der kurz darauf folgende Split mit Ebola zeichnet sich ebenso wie die im September 2005 folgende CD „The Audient Void“ durch einen bedrohlichen, düsteren Breakcore-artigen Klang aus.

## Diskographie
- „Coagulating Wreckage“, CD, September 2001, Spectre Records
- „Solistice“, 7"-Vinyl-EP, September 2001, Spectre Records (auf 302 Kopien limitiert)
- „Aquifère“, CD, Oktober 2002, Spectre Records
- „The Blood Dimmed Tide“, Split mit Antigen Shift, 3"-CD-EP, Oktober 2002, Spectre Records
- „Tarmvred & Iszoloscope do America“, CD-EP, März 2003, Ad Noiseam
- „This Monstrosity is Part of my Fibric“, 12"-LP, Mai 2003, Ant-Zen
- „Au Seuil du Néant“, Doppel-CD, Mai 2003, Ant-Zen
- „Carmanecroszcope“, Split mit Ah Cama-Sotz, Oktober 2003, Spectre Records
- „Les Gorges des Limbes“, CD, Mai 2004, Ant-Zen
- „Iszoloscope + Ebola“, Split mit Ebola, Juni 2004, YB 70
- „The Audient Void“, CD, September 2005, Ant-Zen